# Eric Tinkler
Eric Tinkler (Roodepoort, 1970. július 30. –) Dél-afrikai válogatott labdarúgó.
A Dél-afrikai Köztársaság válogatott tagjaként részt vett az 1997-es konföderációs kupán, az 1996-os, a 2000-es és a 2002-es afrikai nemzetek kupáján.

## Sikerei, díjai
Dél-Afrika
- Afrikai nemzetek kupája győztes (1): 1996